# Matías Degra
Matías Omar Degra, meglio noto come Matías Degra (Córdoba, 18 giugno 1983), è un ex calciatore argentino, di ruolo portiere.

## Carriera
Ha giocato nella massima serie del campionato greco con l'Asteras Tripolis e l'AEL Larissa, in quello cipriota con l'AEL Limassol, in quello portoghese con il Paços de Ferreira, in quello moldavo con lo Sheriff Tiraspol e in quello colombiano con il Deportivo Pereira.

## Palmarès

### Club

#### Competizioni nazionali
- Campionato cipriota: 1

AEL Limassol: 2011-2012
- Coppa di Moldavia: 1

Sheriff Tiraspol: 2014-2015